# Charaxes baya
Charaxes baya är en fjärilsart som beskrevs av Moore 1857. Charaxes baya ingår i släktet Charaxes och familjen praktfjärilar. Inga underarter finns listade i Catalogue of Life.